# Leuna
Leuna est une ville située dans l'arrondissement de Saale, en Saxe-Anhalt, à l'est de l'Allemagne. Elle se situe au sud de Mersebourg et de Halle. Elle est connue pour son grand site industriel « Leunawerke ».

## Économie

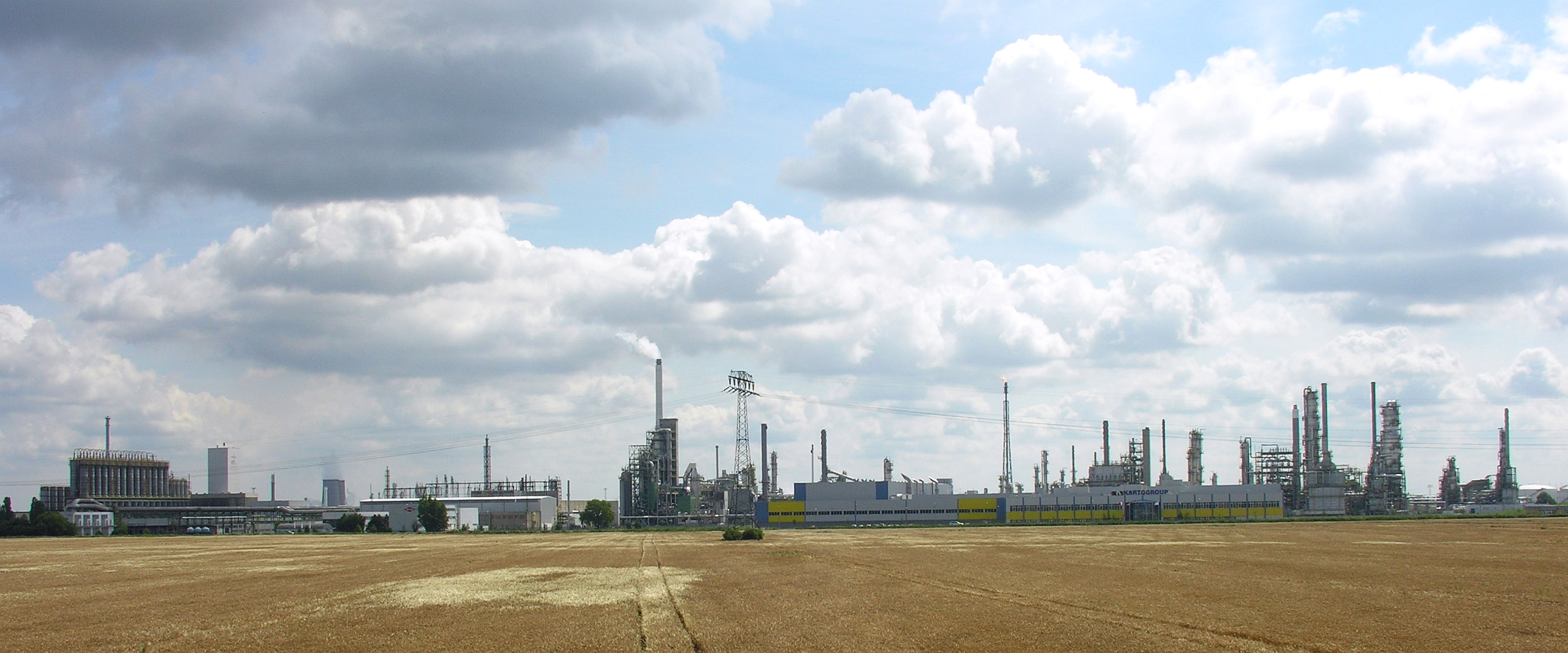
Zone chimique et industrielle de Leuna (2007)

Le site industriel couvre environ 13 km2, ce qui en fait l'un des plus grands sites de chimie industrielle en Allemagne. 
Durant la Seconde Guerre mondiale, elle abrite la plus grande usine au monde de pétrole synthétique et produit par le procédé Fischer-Tropsch 600 000 tonnes de pétrole synthétique, 21 000 tonnes d'huile lubrifiante, 364 000 tonnes d'azote et 122 000 tonnes de méthanol. Soit 12 % de la production de pétrole synthétique, 11 % de la production de lubrifiants, 37 % de la production d’azote, 35 % de la production de méthanol du Troisième Reich.
Au début du XXIe siècle, il s'y produit une vaste gamme de produits chimiques et de plastiques. Un pilote pour la production de méthylpropène d'origine végétale y a été construit par l'entreprise française Global Bioenergies et a démarré en 2017.

## Population
En 1960, la ville comptait environ 10 000 personnes, mais un taux de chômage élevé ainsi que de mauvaises conditions environnementales, causées entre autres par les usines chimiques, ont incité beaucoup de personnes à quitter la ville.

## Personnalités liées à la ville
- Georg Dieck (1715-1775), botaniste né et mort à Zöschen.
- Christian August Crusius (1715-1775), philosophe né à Leuna.
- Carl Gottlob Kühn (1754-1841), physiologiste né à Spergau.
- Karl August Senff (1770-1838), peintre né à Kreypau.
- Theodor Poesche (1825-1899), anthropologue né à Zöschen.
- Klaus Hagemann (1947-), homme politique né à Wölkau.